# Hendrie Oakshott, Baron Oakshott
Hendrie Dudley Oakshott, Baron Oakshott MBE (* 8. November 1904; † 1. Februar 1975) war ein Politiker der Conservative Party, der vierzehn Jahre lang Abgeordneter des House of Commons war und 1964 als Life Peer aufgrund des Life Peerages Act 1958 Mitglied des House of Lords wurde.

## Leben
Oakshott leistete während des Zweiten Weltkrieges Militärdienst und wurde zuletzt zum Oberstleutnant befördert sowie zum Member des Order of the British Empire ernannt. Bei den Unterhauswahlen am 23. Februar 1950 wurde Oakshott als Kandidat der Conservative Party erstmals zum Abgeordneten in das House of Commons gewählt und vertrat in diesem bis zu seinem Mandatsverzicht am 31. August 1964 den Wahlkreis Bebington.
Nach dem Wahlsieg der konservativen Tories bei den Unterhauswahlen vom 25. Oktober 1951 wurde er von Premierminister Winston Churchill 1951 zunächst zum Parlamentarischen Privatsekretär ernannt, ehe er danach zwischen 1951 und 1952 stellvertretender Parlamentarischer Geschäftsführer (Assistant Whip) der Fraktion seiner Partei im Unterhaus.
Anschließend wurde Oakshott am 28. Mai 1952 zum Lord Commissioner of the Treasury berufen und bekleidete dieses Amt im Schatzamt bis April 1955. Er war danach zwischen Juni 1955 und 1957 als Nachfolger von Tam Galbraith Comptroller of the Royal Household und somit nach dem Lord Steward of the Household und dem Treasurer of the Royal Household dritthöchster Würdenträger im königlichen Hofstaat. Am 19. Januar 1957 folgte er Tam Galbraith auch als Treasurer of the Royal Household und wurde damit bis zum 16. Januar 1959 engster Mitarbeiter von Lord Steward Douglas Douglas-Hamilton, 14. Duke of Hamilton.
Im Anschluss war Oakshott, dem am 10. Juli 1959 der erbliche Adelstitel Baronet, of Bebington in the County Palatine of Chester, verliehen wurde, zwischen 1959 und 1960 sowie erneut von 1960 bis 1962 Parlamentarischer Privatsekretär.
Nach seinem Ausscheiden aus dem Unterhaus wurde Oakshott durch ein Letters Patent vom 21. August 1964 als Baron Oakshott, of Bebbington in the County Palatine of Cheshire, zum Life Peer erhoben und war als solcher bis zu seinem Tod Mitglied des House of Lords. Während bei seinem Tod diese Life Peerage erlosch, erbte sein ältester Sohn Arthur Hendrie Oakshott Erbe seinen Baronettitel.